# Silence (テレビドラマ)
『Silence』（サイレンス、原題：深情密碼）は、台湾のテレビドラマ。
2006年5月21日から2006年9月24日まで台湾の中国電視公司で放送された。日本では2007年5月31日から2007年9月6日までBS日テレで放送された。
台湾の周渝民（ヴィック・チョウ）と韓国の朴恩惠（パク・ウネ）が共演した、余命3ヶ月の主人公と声を失ったヒロインのラブストーリー。台湾・香港・韓国・中国の俳優が出演している。

## エピソード・サブタイトル
全28話
| 各話   | サブタイトル       | 放送日        |
| ------ | ------------------ | ------------- |
| 第1話  | 宇宙からの約束     | 2007年5月31日 |
| 第2話  | 正しい選択         | 2007年6月7日  |
| 第3話  | 傍にいる人         | 2007年6月13日 |
| 第4話  | 忘れられない味     | 2007年6月14日 |
| 第5話  | 希望の光           | 2007年6月20日 |
| 第6話  | すれちがい         | 2007年6月21日 |
| 第7話  | 抑えられない不安   | 2007年6月27日 |
| 第8話  | 思いもよらない報告 | 2007年6月28日 |
| 第9話  | やり遂げるべきこと | 2007年7月4日  |
| 第10話 | 涙のバカンス       | 2007年7月5日  |
| 第11話 | 点と線             | 2007年7月11日 |
| 第12話 | 届かぬ想い         | 2007年7月12日 |
| 第13話 | 揺らぐ決意         | 2007年7月18日 |
| 第14話 | 最後の賭け         | 2007年7月19日 |
| 第15話 | プロポーズ         | 2007年7月25日 |
| 第16話 | 幸せの代償         | 2007年7月26日 |
| 第17話 | 運命の答え         | 2007年8月1日  |
| 第18話 | 遅すぎた再会       | 2007年8月2日  |
| 第19話 | 壁越しの交信       | 2007年8月8日  |
| 第20話 | あと５分で         | 2007年8月9日  |
| 第21話 | 告白               | 2007年8月15日 |
| 第22話 | 諦めてこそ         | 2007年8月16日 |
| 第23話 | つかの間の幸せ     | 2007年8月22日 |
| 第24話 | 愛の形             | 2007年8月23日 |
| 第25話 | 報い               | 2007年8月29日 |
| 第26話 | 人生の暗号         | 2007年8月30日 |
| 第27話 | 温かい晩餐         | 2007年9月5日  |
| 第28話 | ラッキースター     | 2007年9月6日  |

## キャスト
| 役名                        | 俳優名                          |
| --------------------------- | ------------------------------- |
| ウェイイー （戚偉易）       | 周渝民 （ヴィック・チョウ、F4） |
| シェンシェン （趙深深）     | 朴恩惠 （パク・ウネ）           |
| ズオ・ジュン （左鈞）       | 許志安 （アンディ・ホイ）       |
| シャオグァン （米曉光）     | 賴雅妍 （メーガン・ライ）       |
| イエロー （黃至燁）         | 王傳一 （ワン・チュアンイー）   |
| ハンシン （胡漢新）         | 靳東 （ジン・ドン）             |
| シューリー （徐莉）         | 陳佩騏                          |
| ズオおじさん （左父）       | 馮粹帆 （スタンリー・フォン）   |
| ワン・メイルー （萬美如）   | 劉瑞琪 （リュー・ルイチ）       |
| チー・チェンヤン （戚振洋） | 劉尚謙                          |
| ホアン・ジーリン （黃至玲） | 林美秀 （リン・メイシュウ）     |
| スー先生 （蘇醫生）         | 蘇永康 （ウィリアム・ソウ）     |

## スタッフ
- 監督 - 林合隆（リン・ハーロン）、張昱廷、胡意涓
- プロデューサー - 柴智屏（アンジー・チャイ）、蕭定一

## 主題歌
オープニングテーマ
- 『Silently/靜靜的』
歌 - 庾澄慶（ハーレム・ユー）

エンディングテーマ
- 『A Familiar Gentle Feeling/熟悉的溫柔』
歌 - 周渝民（ヴィック・チョウ）

## ソフトウェア

### 書籍
写真集
- 「日本版ドラマ写真集 Silence〜深情密碼〜」（コミックリズ 2006年11月6日）

### CD
販売元はリッツミュージック
- 「Silence〜深情密碼〜日本版サウンドトラック」（2006年12月4日）

### DVD
販売元はエスピーオー
- 「Silence〜深情密碼〜 DVD-BOX 1」（2007年4月6日）
- 「Silence〜深情密碼〜 DVD-BOX 2」（2007年5月4日）